# Quinara
Quinara (também Quinará) é uma região da Guiné-Bissau, cuja capital é a cidade de Buba. Possui 60.777 habitantes (2009), correspondente a 4,19% da população do país.

## Sectores
- Buba
- Empada
- Fulacunda
- Tite

## Demografia
| 1979  | 1991  | 2009  |
| 35532 | 42960 | 60777 |

## População por etnia e religião
Na região de Quinara as etnias com maior expressão são a Beafada e Balanta, correspondendo a 36,7% e 35,2% da população residente, respectivamente.
Nesta região, os muçulmanos correspondem a 45,8%, contra 19,4% de cristãos e 6,2% de animistas. Cerca de 7,1% da população desta região não possui nenhuma religião. 

## Economia
A economia local baseia-se na agricultura e na pesca artesanal.